# 布拉加车站

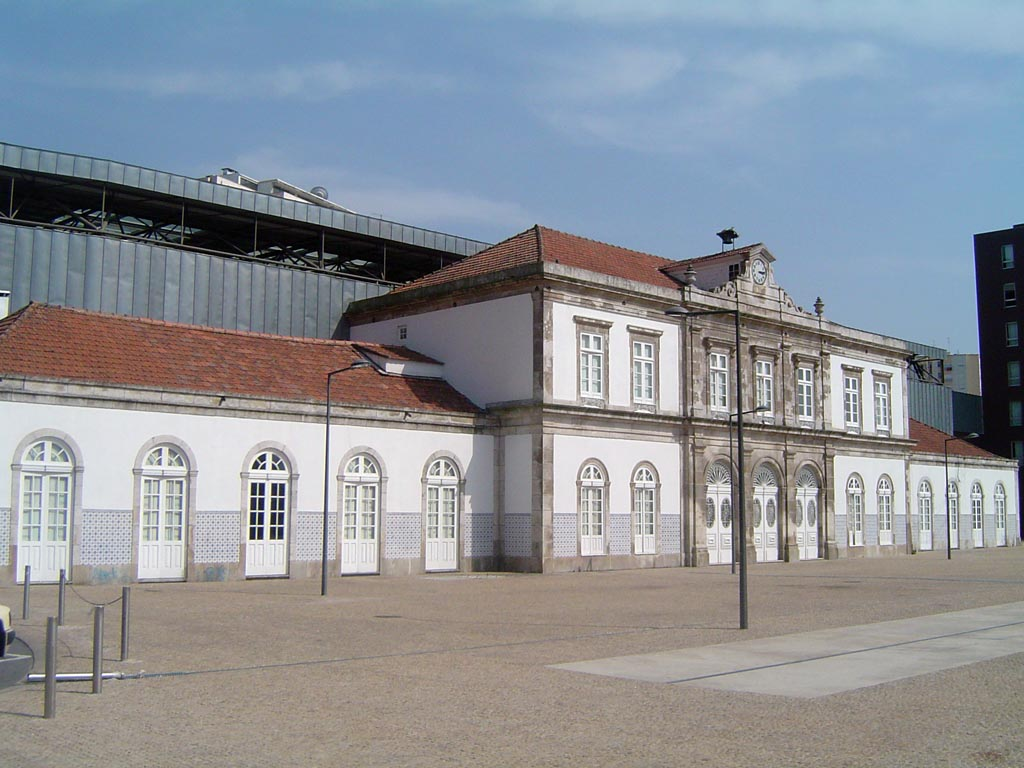
舊站建築

布拉加車站（葡萄牙語：Estação Ferroviária de Coimbra）是葡萄牙第三大城市布拉加的主要鐵路車站，於1875年5月21日投入使用。現今的車站落成於2004年4月21日，而舊站建築則保留，現今由一所藝術學校使用。